# 吉澤閑也
吉澤 閑也（よしざわ しずや、1995年8月10日 - ）は、日本のアイドル、タレント、俳優、歌手。男性アイドルグループ・Travis Japanのメンバー。愛称は、しーくん。
神奈川県出身。STARTO ENTERTAINMENT所属。血液型はA型。

## 来歴
幼少期からKinKi Kidsの楽曲を聴いて育ち、姉の影響でHey! Say! JUMPの山田涼介に憧れるようになり、小学4年生の時にジャニーズ事務所に履歴書を送る。その時は返事は来なかったがジャニーズを好きな気持ちは変わらず、2009年4月、日本テレビ系バラエティ番組『スクール革命!』の新入生オーディションを受ける。新入生にはなれなかったものの、事務所へ入所し、ジャニーズJr.として活動を開始。2012年より、Travis Japanのメンバーとして活動する。
2022年3月下旬より、メンバーと共にアメリカ・ロサンゼルスに留学。同年7月19日、両足すねの疲労骨折が悪化したことによる腱鞘炎と環境に起因する適応障害により、一定期間の活動休止を発表。同年8月13日、活動再開することが発表された。
2022年10月28日、Travis Japanとしてジャニーズ事務所では初の配信シングル『JUST DANCE!』で全世界メジャーデビュー。

## 人物
幼いころからバスケットボールが好きで、NBA選手になることが夢だった。学生時代はバスケットボール部に所属。中学時代はスモールフォワード、高校時代は自らバスケ部を創設し、ポイントガードを担当していた。2021年にはB.LEAGUEの横浜ビー・コルセアーズ対宇都宮ブレックス戦の生中継で副音声でゲスト出演した他、10月からはバスケットボール専門番組『熱血バスケ』に不定期出演し、応援リーダーとして現役選手・チームへのインタビューや取材、小中高のバスケ部生との橋渡し役を務める。
趣味は読書。
グループの楽曲の振付けを数多く担当している。

## 出演
グループでの出演はTravis Japan#出演を参照。個人での出演のみ記載。

### テレビドラマ
- お兄ちゃん、ガチャ（2015年1月 - 3月、日本テレビ） - 少年B 役[15]
- トットちゃん! 第47話[16]（2017年12月5日、テレビ朝日）
- 地獄の果てまで連れていく（2025年1月14日 - 3月25日、TBS） - 飯田ゆうき 役[17]

### 配信ドラマ
- 私たちが恋する理由（2024年11月2日 - 、TELASA） - 五十嵐 役[18]

### バラエティ
- ジャニーズJr.ランド（2012年4月[19] - 、BSスカパー!）[20]
- リモートシェフ（2024年4月21日 - 、BSフジ） - MC[21]

### スポーツ番組
- 熱血バスケ（2021年10月4日 - 、NHK BS1） - 応援リーダーとして不定期出演[13]

### ラジオ番組
- J-WAVE SPECIAL Tip-off B.LEAGUE（2024年4月29日、J-WAVE） - ナビゲーター[22]

### 舞台
- Johnny's Dome Theatre 〜SUMMARY〜（2012年9月8日 - 9日、TOKYO DOME CITY HALL）[23]
- もしも塾（2019年4月5日 - 7日、東京グローブ座）[24]
- ダブリンの鐘つきカビ人間（2024年7月3日 - 10日、東京国際フォーラム ホールC / 7月20日 - 29日、COOL JAPAN PARK OSAKA WWホール） - 主演・聡 役（七五三掛龍也とW主演）[25]